# Københavnsturen
Københavnsturen er en dansk virksomhedsfilm fra 1939 med instruktion og manuskript af Svend Holbæk og Kaj Wedell Pape. Filmen er produceret af Hapa-Film for de danske sparekasser. Filmen er lavet i to versioner: 1939: 41 min, stum, og 1953: 36 min., stum - begge med danske mellemtekster. Mellemteksterne er ændret i den seneste version, da det for eksempel kostede 500 kr. at tage en tur til København mod 250 kr. i 1939.

## Handling
En skoleklasse på Bogø får besøg af nogle københavnerbørn, og efter at have hørt om storbyens mange forlystelser går de selv i gang med at spare op til en tur til København.